# گاگوزه

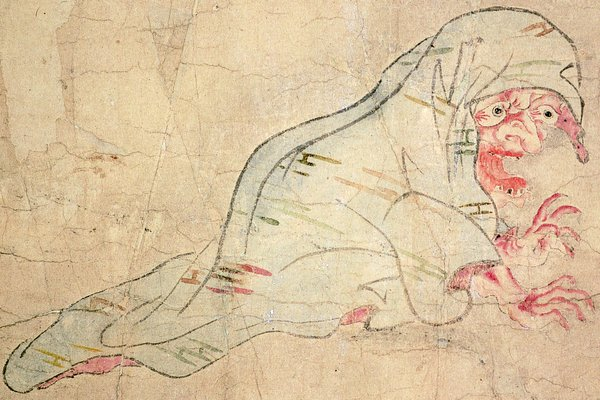
گاگوزه (がごぜ) از باکه‌مونوزوکوشی (化物づくし)، سازنده ناشناس.

گاگُوزه (به ژاپنی: 元興寺) که تحت نام‌های گاگوجی، گوواگوزه، گانگو، گانگوجی نو اونی (元興寺の鬼, the اونی گانگوجی) شناخته می‌شود، یک یوکای است که گفته می‌شود در معبد گانگوجی واقع در استان نارا در حوالی دوره آسوکا ظاهر شده است. گاگوزه یک ریکی، یا شبح شیطانی است که قرن‌ها پیش معبد گانگوجی را تسخیر کرده است. همچنین می‌توان آن را در متون نیهون ریویکی دوره هی‌آن، (در داستان، 雷の憙を得て生ま令めし子の強き力在る縁، «در مورد پسری با قدرت زیاد که از شادمانی تندر زاده شد»)، هونچو مونزویی و غیره یافت. در طراحی‌های کلاسیک یوکای مانند گازو هیاکی یاکو اثر هنرمند ژاپنی توری‌یاما سکیئن، آن را به صورت اونی با ظاهر یک راهب به تصویر کشیده‌اند. او به شکل یک دیو وحشتناک ظاهر می‌شود که لباده راهبان پوشیده است و هنگام حرکت به شکل چهار دست و پا می‌خزد. افسانهٔ او در معبد گانگوجی محفوظ مانده است، که در سال ۵۹۳ توسط سوگا نو اوماکو ساخته شده بود.

## افسانه
دوران امپراتور بیداتسو بود. در شهر کاتاوا، ناحیه آیچی، ولایت اواری (اکنون در نزدیکی فوروواتاری، ناکا-کو، ناگویا، استان آیچی)، دهقانی با برخورد صاعقه به داخل شهر دوید. ایزد تندر و طوفان (رایجین) با آذرخش از آسمان به پایین آمد، و بلافاصله به شکل یک کودک تغییر کرد. دهقان محل برخورد صاعقه را بررسی کرد و خدای رعد را در قالب پسری جوان یافت. در حالی که دهقان می‌خواست رایجین را با عصا بکشد، رایجین به او التماس کرد و گفت در صورتی که از جانش بگذرد، این کارش را جبران خواهد کرد، و دهقان و همسرش صاحب پسری قوی مانند رایجین خواهند شد. دهقان با ساخت قایقی از چوب کوسونوکی با این درخواست موافقت کرد، رایجین سوار قایق شد و در حالی که به هوا بلند می‌شد مراقب دهقان بود، همانطور که رایجین همراه با ابرها و رعد و برق به آسمان بازگشت.
بالاخره، همسر دهقان پسری به دنیا آورد که فقط می‌توان گفت فرزند فرستاده بهشتی رایجین است. کودک ظاهری غیرطبیعی داشت و مارهایی به دور سرش آویزان بودند و دمی در پشت سرش معلق بود. همانطور که رایجین گفت، این کودک از بدو تولد از قدرت بسیار بالایی برخوردار بود و در سن ۱۰ سالگی به اندازه‌ای قوی بود که می‌توانست در یک مسابقه قدرت در برابر شاهزاده مشهور خانواده سلطنتی پیروز شود. این امر توجه دربار امپراتوری را به خود جلب کرد و پسر در معبد گانگوجی شاگرد شد. مدت کوتاهی پس از پیوستن او به گانگوجی، شاگردان جوان معبد یکی پس از دیگری جان خود را از دست دادند. هر روز صبح، جسد جدید یکی از پسران در کنار برج ناقوس معبد پیدا می‌شد و شایعه شد که آن‌ها توسط اونی کشته شدند. راهبان به این نتیجه رسیدند که یک روح شیطانی شبانه به معبد نفوذ می‌کند و این قتل‌ها را انجام می‌دهد. پسر دهقان تصمیم گرفت معمای قتل شاگردان معبد را حل کند. او داوطلب شد تا هر چیزی که پسرها را می کشد، بگیرد.
آن شب، پسر فانوس‌های سرپوشیده‌ای را در چهار گوشه ناقوس‌های برج قرار داد. او یک راهب مسن‌تر را مأمور کرد تا در کنار فانوس‌ها منتظر بماند و هنگامی که او روح شیطانی را گرفت، پوشش آن‌ها را بردارد. پسر کنار برج ناقوس منتظر ماند. نیمه‌شب موجودی خمیده در حال خزیدن به سمت برج آمد. اما پسر را دید و فرار کرد. چند ساعت بعد، گرسنگی بر موجود غلبه کرد و به سمت برج بازگشت. پسر جهشی کرد و آن را از موهایش گرفت، اما راهب آنقدر ترسیده بود که نمی‌توانست سرپوش فانوس‌ها را باز کند. پسر با استفاده از قدرت ابرانسانی‌اش، موجود را به هر گوشه برج کشاند و پوشش فانوس‌ها را باز کرد. در نور فانوس‌، او می‌توانست ببیند که این موجود یک ریکی یا شبح یک اونی است.
ریکی تا حدی خود را عقب کشید که پوست سرش کنده شد، و وقتی آزاد شد، به تاریکی فرار کرد و موهایش در دست پسر باقی ماند. وقتی صبح فرا رسید، کشیش‌ها رد خونی را که این موجود باقی گذاشته بود، دنبال کردند. آن‌ها قبر یک خدمتکار تنبل و شرور را پیدا کردند که قبلاً در معبد استخدام شده بود. روح این خدمتکار به روح شیطانی تبدیل شده بود که مسئول قتل‌ها بود. پس از آن، ریکی دیگر هرگز به معبد بازنگشت. پوست سر هیولا به یکی از گنجینه‌های مقدس معبد گانگوجی تبدیل شد.